# 東京都立富士高等学校・附属中学校の人物一覧
東京都立富士高等学校・附属中学校の人物一覧は、東京都立富士高等学校・附属中学校の出身者・関係者一覧。

## 著名な出身者

### 政治・法曹
- 長尾立子 - 元参議院議員、元法務大臣
- 安西愛子 - 元参議院議員、歌手、テレビタレント
- 大谷直人[1] - 最高裁判所長官
- 大野恭子 - 国会職員
- 清原慶子 - 元三鷹市長
- 中尾泰久 - 元財務省副財務官、双日顧問
- 水上正史 - 元駐スペイン大使、元外務省中南米局長
- 白間竜一郎 - 元文部科学省私学部長、元文部科学省大臣官房審議官
- 上瀧守 - 元防衛省人事教育局長、自衛隊援護協会理事長
- 大野恒太郎 - 前検事総長
- 尾崎康 - 裁判官、弁護士。歌手・尾崎豊の実兄
- 小田原潔 - 元衆議院議員

### 経済
- 謝敷宗敬 - 新日鉄住金ソリューションズ社長
- 小柴満信 - JSR社長、経済同友会副代表幹事
- 臼井興胤 - コメダホールディングス社長、元セガ社長、元日本マクドナルド最高執行責任者
- 北山雅史 - 栄光社長
- 見目信樹 - 日清製粉グループ本社社長
- 内藤忍 - 経済学者、マネックス証券資産設計部長兼マーケティング部長
- 野中ともよ - 元三洋電機会長兼最高経営責任者 (CEO) 、テレビキャスター、ジャーナリスト
- 山本直人 - マーケティング／人材育成プランナー
- 魚住弘人 - 日立GEニュークリア・エナジーの取締役社長
- 羽生英之 - 元日本プロサッカーリーグ事務局長、東京ヴェルディ1969代表取締役社長
- 校條浩 - 新事業プロデューサー、ベンチャーキャピタリスト、コンサルタント

### 学問
- 縣公一郎 - 早稲田大学教授
- 井田茂 - 惑星科学者、東京工業大学教授
- 永原裕子 - 鉱物学者、東京工業大学地球生命体研究所フェロー、元東京大学教授
- 一方井誠治 - 京都大学経済研究所教授
- 高橋いづみ - 元駿台予備学校古文科専任講師
- 滝沢昌彦 - 一橋大学名誉教授、法政大学教授
- 土橋茂樹 - 中央大学教授
- 小泉秀樹 - 都市工学者、東京大学教授
- 森初果 - 化学者、東京大学副学長、元東京大学物性研究所所長・教授、日本学術会議会員
- 小暮修三 - 社会学者、東京海洋大学学術研究院教授

### 文化
- 有吉佐和子 - 小説家、劇作家、演出家 / 市立第四高女、和歌山高女、光塩高女等を経て入学
- 有吉玉青　- 小説家、エッセイスト、有吉佐和子の娘
- 飯野竜彦 - ミュージシャン (FLYING KIDS)
- 池澤夏樹 - 芥川賞作家、詩人、翻訳家
- 文挟夫佐恵 - 俳人
- 井出洋介 - プロ雀士、麻将連合代表
- 石川次郎 - 雑誌編集者、ポパイ、ブルータス、ガリバーを編集長として創刊、トゥナイト司会者
- 北爪道夫 - 作曲家
- 安良岡章夫 - 作曲家、東京芸術大学音楽家教授
- 桂ゆき - 洋画家
- 清水慶太 - インテリアデザイナー
- 村田晴信 - ファッションデザイナー
- 三輪裕子 - 絵本作家
- 清水たみ子 - 童話作家、詩人
- 清水ちなみ - コラムニスト
- 千葉千枝子 - 旅行作家
- 辻田邦夫 - アニメーション色彩設定者。聖闘士星矢など
- 津村節子 - 芥川賞作家
- 永井愛 - 劇作家、劇団二兎社主宰
- 西村幸祐[2] - 作家、批評家、ジャーナリスト
- 干刈あがた - 小説家
- 三井ふたばこ - 詩人、翻訳家
- よしながふみ - 漫画家
- 朱野帰子 - 漫画家
- 和田竜 - 脚本家、小説家
- 木村ひさし - 映画監督
- 松田広子 - 映画プロデューサー
- 高橋明也 - 美術史家、三菱一号館美術館初代館長
- 堀文子 - 日本画家
- 安井清子 - ラオス文学者、図書館活動家

### 芸能・マスコミ
- 北村有起哉 - 俳優、北村和夫の息子
- 香川千穂 - 元朝日放送アナウンサー
- 加藤道子 - 声優
- 栗葉子 - 声優
- 佐々木すみ江 - 女優
- 浅野輔 - キャスター
- 椎野茂 - 元TBSテレビアナウンサー
- 武田徹 - ジャーナリスト、評論家
- 土橋大記 - NHKアナウンサー[要出典]
- 平野文 - 声優、エッセイスト
- 宮本優香 - フリーアナウンサー、宮本隆治の娘
- 森本毅郎 - フリーアナウンサー、キャスター、森本哲郎の弟
- 山下裕子 - 女優
- 安倍宏行 - フジテレビキャスター
- 佐藤治彦 - 経済評論家、コメンテーター、劇作家、演出家、俳優
- 住友優子 - 声優
- 雨宮天[要出典] - 声優